# Бельгия на «Евровидении-1976»
Бельгия принимала участие в двадцать первом выпуске телевизионного конкурса Евровидение-1976, который состоялся 3 апреля в Гааге, Нидерланды. Страну представлял певец и композитор Пьер Рапса с балладой Judy et Cie ("Джуди и Ко"), написанной им в соавторстве с Эриком ван Гюльзе. По итогам голосования он занял восьмое место из 18, набрав 68 баллов. Тем не менее, Judy et Cie стала предшественницей бельгийской заявки на Евровидение-1977 A Million in One, Two, Three в исполнении группы Dream Express. Конкурс был показан двумя региональными вещателями: валлонским RTBF с комментариями на французском языке Жоржа Дезира и фламандским VRT с комментариями на нидерландском языке Люка Аппермонта. Глашатаем от Бельгии был Андре Агон.

## До «Евровидения»

### Avant-première Eurovision
Начиная с 1956 года бельгийские региональные телекомпании RTBF в Валлонии и VRT во Фландрии отвечают за организацию заявки на Евровидение и дальнейшую трансляцию конкурса. До 1994 года телекомпании поочерёдно отвечали за организацию заявки: RTBF по чётным годам, а VRT по нечётным. Ранее RTBF использовала формат национального финала под названием Avant-première Eurovision с участием нескольких артистов и песен, хотя внутренний отбор также использовался телекомпанией неоднократно. Avant-première Eurovision состоялся 21 января 1976 года в студии RTBF в Брюсселе. Ведущим был Жак Мерсье. Первоначально финал должен был состоять из семи песен, однако предполагаемые участники - трио Two Man Sound и Йохан Верминнен отказались от участия. Верминнен сообщил, что его хотели привлечь к участию слишком поздно, и за короткий срок он не смог найти подходящую для конкурса песню.
Особенностью Avant-première Eurovision стал небольшой срок трансляции. Всего пятнадцать минут было отведено для пяти песен, а победитель определялся путём голосования жюри из различных сфер общества Бельгии. Затем RTBF транслировал программу о фигурном катании, а в 21:55 по центральноевропейскому времени вышла пятиминутная программа, в которой Анри Биллен, художественный руководитель RTBF, объявил победившую песню.
Был объявлен только победитель, которого выбрало жюри, состоящее из видных членов RTBF, а также журналистов и специалистов, представлявших общественность. Это было спорным, поскольку некоторые газеты утверждали, что жюри было фактически профессиональным жюри и не представляло общественность. Известными членами жюри являются композиторы Фрэнк Энгелен и Вилли Альбимур.
| Порядковый номер | Исполнитель      | Название песни            | Автор(ы)                       |
| ---------------- | ---------------- | ------------------------- | ------------------------------ |
| 1                | Дидье Винсент    | Je viens chanter          | Дидье Винсент, Жан-Поль Гревен |
| 2                | Le Grand Frisson | La musique                | Кристиан Брагар                |
| 3                | Делиция Адамо    | Monsieur, chante pour moi | Сальваторе Адамо               |
| 4                | Пьер Рапса       | Judy et Cie               | Пьер Рапса, Эрик ван Гюльзе    |
| 5                | Андре Симонс     | H Coco                    | Андре Симонс, Клод Ломбард     |

## На «Евровидении»
В Гааге Рапса выступал под номером 6, между Люксембургом и Ирландией. По итогам голосования он занял восьмое место из 18, набрав 68 баллов, включая максимальные 12 баллов от Финляндии. Бельгийское жюри 12 баллов присудило стране-победительнице Великобритании. Дирижёром оркестра во время исполнения бельгийской песни был Мишель Бернхольц.

### Голосование
| Очки      | Страна                         |
| --------- | ------------------------------ |
| 12 баллов | - Финляндия                    |
| 10 баллов |                                |
| 8 баллов  | - Италия - Монако - Португалия |
| 7 баллов  | - Великобритания               |
| 6 баллов  | - Норвегия - Швейцария         |
| 5 баллов  | - Франция                      |
| 4 балла   | - Нидерланды                   |
| 3 балла   | - Австрия                      |
| 2 балла   |                                |
| 1 балл    | - Израиль                      |

| Очки      | Страна         |
| --------- | -------------- |
| 12 баллов | Великобритания |
| 10 баллов | Франция        |
| 8 баллов  | Монако         |
| 7 баллов  | Швейцария      |
| 6 баллов  | Люксембург     |
| 5 баллов  | Израиль        |
| 4 балла   | Нидерланды     |
| 3 балла   | Австрия        |
| 2 балла   | Греция         |
| 1 балл    | Германия       |